# Scoparia anaplecta
Scoparia anaplecta là một loài bướm đêm trong họ Crambidae.